# Giovanni Barbara

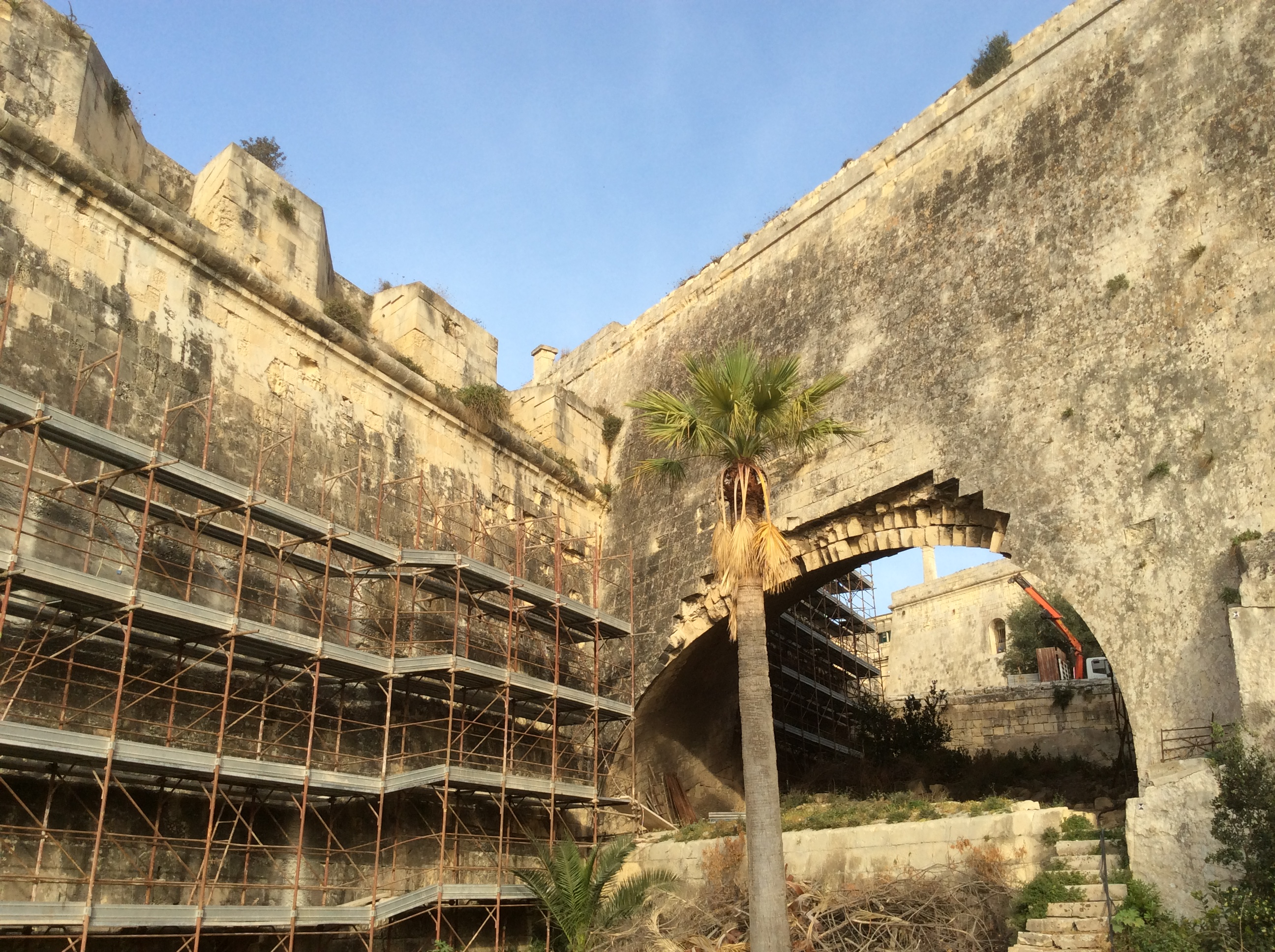
Łuk skośny Barbary w Sa Maison

Giovanni Barbara (ur. 1642, zm. 1728) – maltański architekt i inżynier wojskowy. Urodził się w miejscowości Lija na Malcie. Był Capomastro delle Opere della Religione, naczelnym architektem Zakonu Maltańskiego, od 1681 do 1714, kiedy Francesco Zerafa został jego asystentem i w końcu zastąpił go na tym stanowisku.
Barbara zaprojektował łuk skośny w Sa Maison we Florianie, który był w tamtych czasach fenomenalną konstrukcją, i znany był jako arco Barbara (wł. łuk Barbary). Zbudowany został jako część fortyfikacji Floriana Lines, ukończono go w 1726. Kilka innych budynków, między innymi kościół św. Jakuba w Valletcie, oraz Palazzo Vilhena i budynek byłego seminarium (dziś muzeum katedry św. Pawła) w Mdinie, są czasem również przypisywane Barbarze. Nie ma niestety na to dowodów, i najprawdopodobniej zostały one jednak zaprojektowane przez innych architektów.
Barbara zmarł w 1728 i został pochowany w Liji.